# Krasny Bor (Kaliningrad, Polessk)
Krasny Bor (russisch Красный Бор, deutsch Krakau, Kr. Labiau, Peremtienen, zu Klein Steindorf und zu Skrusdienen (Steinrode)) ist ein Ort in der russischen Oblast Kaliningrad. Er gehört zur kommunalen Selbstverwaltungseinheit Stadtkreis Polessk im Rajon Polessk. 
Die Ortsteile zu Klein Steindorf und zu Skrusdienen (Steinrode) bezeichnen diejenigen Teile von Klein Steindorf und von Skrusdienen/Steinrode, die südlich des linken Hauptzuflusses der Deiminka (Stymbel-Graben) liegen. Die Ortskerne von Klein Steindorf und Skrusdienen/Steinrode gehören zu Marxowo. Die Ortsstelle zu Skrusdienen (Steinrode) ist verlassen.

## Geographische Lage
Krasny Bor liegt zwölf Kilometer südöstlich der Stadt Polessk (Labiau) an der Regionalstraße 27A-014 (ex R514) Richtung Snamensk (Wehlau). Eine Bahnanbindung besteht über die Station in Scholochowo (Schelecken/Schlicken) an der Bahnstrecke Kaliningrad–Sowetsk (Königsberg–Tilsit).

## Geschichte

### Krakau
Das kleine damals als Crackaw im Jahre 1498 erstmals genannte Dorf wurde im Jahre 1874 in den neu errichteten Amtsbezirk Schmerberg (der Ort existiert heute nicht mehr) eingegliedert und gehörte bis 1945 zum Kreis Labiau im Regierungsbezirk Königsberg der preußischen Provinz Ostpreußen. Die Zahl der Einwohner belief sich 1910 auf 405. Sie sank bis 1933 auf 399 und belief sich 1939 noch auf 387.

### Peremtienen
Der um 1540 Perenthin genannte Ort war bis 1945 ein nur kleines Dorf, in dem aber immerhin eine Ziegelei und eine Windmühle (an der Straße nach Krakau) betrieben wurden. Im Jahre 1874 wurde es in den neu errichteten Amtsbezirk Schmerberg aufgenommen. In Peremtienen waren im Jahre 1910 162 Einwohner registriert. Nachdem am 30. September 1929 die Försterei Müllershorst (s. u.) eingemeindet worden war, stieg die Einwohnerzahl bis 1933 auf 196 und betrug 1939 noch 165.

#### Müllershorst
Die Försterei Müllershorst war bis 1929 ein Teil des Gutsbezirks Gertlauken (Forst) innerhalb des Amtsbezirks Schmerberg. Am 30. September 1929 wurde Müllershorst aus dem Gutsbezirk Gertlauken (Forst) ausgegliedert und in die Landgemeinde Peremtienen (s. o.) eingemeindet.

### Krasny Bor
Als Folge des Zweiten Weltkriegs wurden Krakau und Peremtienen im Jahr 1945 mit dem nördlichen Ostpreußen der Sowjetunion angeschlossen. Im Jahr 1947 wurden die beiden Orte zusammen mit denjenigen Ortsbereichen von Klein Steindorf und Skroblienen, die südlich des linken Hauptzuflusses der Deiminka (Stymbel-Graben) lagen, unter der russischen Bezeichnung Krasny Bor zusammengefasst. Gleichzeitig wurde der Ort dem Dorfsowjet Nowoderewenski selski Sowet im Rajon Polessk zugeordnet. Später gelangte er in den Saranski selski Sowet. Von 2008 bis 2016 gehörte Krasny Bor zur Landgemeinde Saranskoje selskoje posselenije und seither zum Stadtkreis Polessk.

## Kirche
Mit ihrer vor 1945 überwiegend evangelischen Bevölkerung waren Krakau und Peremtienen in das Kirchspiel der Kirche Laukischken (heute russisch: Saranskoje) eingepfarrt. Es gehörte zum Kirchenkreis Labiau innerhalb der Kirchenprovinz Ostpreußen der Kirche der Altpreußischen Union. Heute liegt Krasny Bor im Einzugsbereich der in den 1990er Jahren neu entstandenen evangelisch-lutherischen Gemeinde in Lomonossowka (Permauern, 1938–1946 Mauern), einer Filialgemeinde der Auferstehungskirche in Kaliningrad (Königsberg) in der Propstei Kaliningrad der Evangelisch-lutherischen Kirche Europäisches Russland.